# Avenal
Avenal é uma cidade localizada no estado americano da Califórnia, no condado de Kings. Foi incorporada em 11 de setembro de 1979.

## Geografia
De acordo com o United States Census Bureau, a cidade tem uma área de 50,3 km², onde todos os 50,3 km² estão cobertos por terra.

### Localidades na vizinhança
O diagrama seguinte representa as localidades num raio de 40 km ao redor de Avenal.

## Demografia
Segundo o censo nacional de 2010, a sua população é de 15 505 habitantes e sua densidade populacional é de 308,27 hab/km². É a cidade menos populosa do condado de Kings. Possui 2 410 residências, que resulta em uma densidade de 47,91 residências/km².